# Negre cimarrón

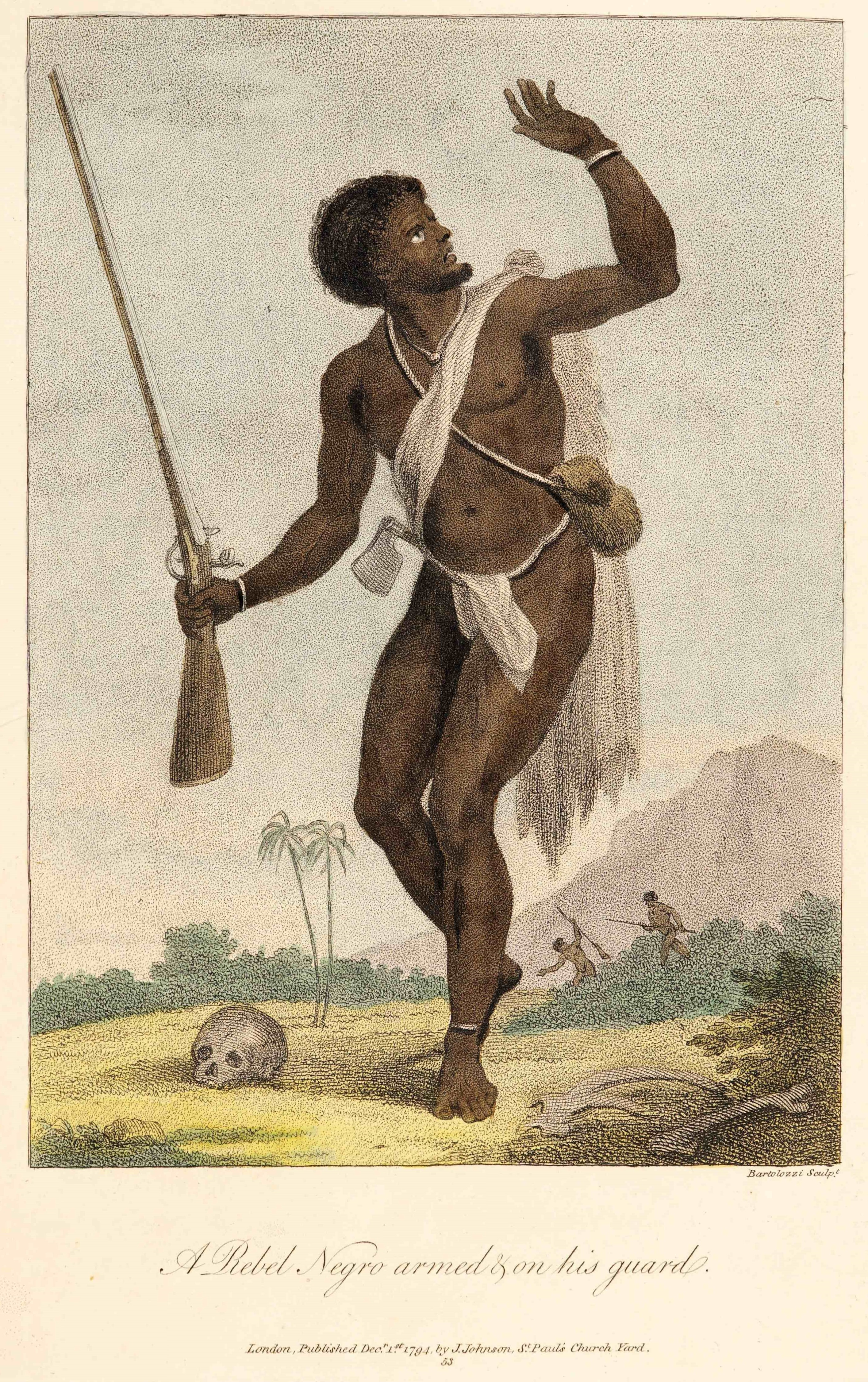
Negre cimarrón, fugat.

Els cimarrons eren esclaus rebels que fugien cap a llocs on esperaven no ser capturats en llocs apartats de les ciutats o en el camp en llocs anomenats quilombos o palenques. A Cuba es va adoptar per a ells el nóm de jíbaros. La paraula cimarrón ha donat el nom de marrón en francès i maroon en anglès. Els negres cimarrons es trobaven al Carib, Amèrica central, Amèrica del Sud, Amèrica del Nord i a les Mascarenyes. En moltes ocasions van mantenir els seus costums africans i fins i tot les seves llengües d'origen.

## Història
Al Nou Món, tan aviat com l'any 1512, els esclaus negres s'escapaven dels seus amos espanyols i portuguesos i es van unir o no amb indígenes per a tenir una vida pròpia. Francis Drake va allistar diversos cimarrons durant les seves campanyes contra els espanyols. ja el 1655, els esclaus fugitius van formar les seves pròpies comunitats a l'interior de Jamaica, i cap al segle xviii, Nanny Town i altres viles van lluitar perquè es reconegués la seva independència.
Els negres cimarrons en el cas d'algunes illes del Carib van formar bandes i campaments armats. Només en algunes de les illes més grans aquestes comunitats van ser econòmicament viables conreant la terra i caçant.
En el cas d'Haiti les comunitats de negres cimarrons van tenir molta influència en la independència del país amb sis anys de rebel·lions prèvies a la revolució final.
A Cuba, els negres cimarrons establiren comunitats a les muntanyes ajuntant-se amb els Taínos. A Puerto Rico l'espessa vegetació de les muntanyes ajudà als negres fugitius a restar amagats i també es van mesclar amb els indígenes.
Encara queden comunitats provinents d'aquells fugitius com per exemple a Viñales, Cuba i a Adjuntas, Puerto Rico.